# Henry Kamen
Henry A. Kamen (nascido em 1936 em Rangun) é um historiador britânico, que publicou extensivamente sobre a Europa, a Espanha e o Império Espanhol.

## Biografia
Henry Arthur Kamen nasceu em Rangum em 1936, filho de Maurice Joseph Kamen, engenheiro anglo-birmanês que trabalhava na Shell Oil, e sua esposa, Agnes Frizelle, descendentes de meio anglo-irlandeses e meio nepaleses. Kamen foi educado na Chislehurst and Sidcup Grammar School, de onde ganhou uma bolsa de estudos importante para estudar na Universidade de Oxford, obtendo seu doutorado no St Antony's College. Durante o Serviço Nacional, ele estudou russo, e seu primeiro livro foi uma tradução dos poemas de Boris Pasternak ("Boris Pasternak nos Interlude Poems 1945-1960").

## Carreira
Entre 1966 e 1992, Kamen ensinou história espanhola moderna da Universidade de Warwick. Ele trabalhou em várias universidades da Espanha. Em 1970, ele foi eleito membro da Royal Historical Society. Em 1984, ele foi nomeado professor Herbert F. Johnson no Instituto de Pesquisa em Humanidades da Universidade de Wisconsin - Madison. Ele foi professor do Conselho Superior de Pesquisa Científica (CSIC) em Barcelona, de 1993 até sua aposentadoria, em 2002. Desde então, ele continua dando palestras e escrevendo, e vive atualmente na Espanha e nos Estados Unidos. Ele é um colaborador influente das páginas do jornal espanhol El Mundo.

## Trabalhos
Fortemente influenciado pelos métodos de pesquisa e filosofia social dos historiadores da Escola Francesa Annales, ele tentou combinar história quantitativa com análise sociológica e narrativa acessível. Em reação a uma fase anterior, quando se tornou imerso na história econômica estatística, ele produziu uma série de biografias dos governantes da Espanha, que ele considera indevidamente negligenciados. Ele também foi um dos principais historiadores que atacaram a visão tradicional da "Lenda Negra" da Inquisição Espanhola. Suas próprias opiniões mudaram desde que ele publicou um livro sobre a Inquisição, na década de 1960: seu livro de 1998 alega que a Inquisição não era composta de fanáticos que se regozijavam em torturas e execuções e que, por exemplo, as ações da Inquisição eram mais bem executadas e mais humano do que as prisões espanholas comuns.
Segundo Benjamin Schwarz, num artigo publicado no jornal The Atlantic Monthly (Boston), em 2012: "Um dos historiadores vivos mais importantes da Espanha, Kamen dedicou sua carreira, notoriamente nos seus livros revisionistas sobre Filipe II e sobre a Inquisição Espanhola, a assumir a chamada Lenda Negra, promovida pelos oponentes protestantes da Espanha, que sustentavam que o catolicismo, a política e a sociedade espanholas eram peculiarmente cruéis, iliberais, intolerantes e fanáticos.(...) O fato de ele ter conseguido, de várias maneiras, graças a décadas de estudos empenhados, alterar fundamentalmente a compreensão dos historiadores sobre a  Espanha dos séculos XV e XVI, é um testemunho da força de seus argumentos e da profundidade e qualidade de sua rigorosa pesquisa, baseada em arquivos.

## Publicações selecionadas
- O século do ferro: mudança social na Europa, 1550-1660. Nova York: Praeger Publishers (1972)
- "Uma insurreição esquecida do século XVII: a ascensão camponesa catalã de 1688", The Journal of Modern History, vol. 49, n. 2 (junho de 1977), pp.   210-30.
- Espanha no final do século XVII. Londres: Longman (1980)
- Idade de ouro Espanha. Basingstoke: Macmillan Education (1988)
- Sociedade Europeia 1500-1700. Nova york; London: Routledge (1984) (1992) [revisão de The Iron Century ]
- "Lo Statista" em "L'uomo barocco" (R. Villari, ed. ) Laterza, Roma-Bari, Itália (1991)
- A Fênix e a Chama. Catalunha e a Contra-Reforma. Londres e New Haven: Yale University Press (1993) [7]
- Filipe da Espanha. New Haven: Imprensa da Universidade de Yale (1997) [8]
- A Inquisição Espanhola: Uma Revisão Histórica. Londres e New Haven: Yale University Press (1997) [9]
- Sociedade européia moderna adiantada. Londres: Routledge (2000) [10]
- Filipe V da Espanha: o rei que reinou duas vezes. New Haven: Imprensa da Universidade de Yale (2001).
- Império: Como a Espanha se tornou uma potência mundial, 1492–1763. Nova York: HarperCollins (2003) [11]
- O duque de Alba. Londres e New Haven: Yale University Press (2004) [12]
- Os Deserdados; O exílio e a criação da cultura espanhola, 1492–1975. Nova Iorque: HarperCollins (2007) [13]
- Imaginando a Espanha. Mito Histórico e Identidade Nacional. Londres e New Haven: Yale University Press (2008)
- O Escorial. Arte e poder no renascimento. Londres e New Haven: Yale University Press (2010)
- Espanha 1469-1714: uma Sociedade de Conflitos. Londres e Nova York: Longman (2014) [14]

## Comentários selecionados
- Em Philip of Spain, de MN Carlos Eire no Renaissance Quarterly, vol.52, 1999, "Philip's Kamen é uma conquista impressionante, não apenas por causa de sua perspectiva revisionista e uso de fontes, mas também por seu estilo e estrutura. Esta é uma bolsa de estudos exemplar que se parece muito com um bom romance".
- Em Empire, no The Daily Telegraph, "Um projeto ousadamente concebido que sustenta seu argumento com um impulsivo que leva o leitor até a página final":[15] e no The Guardian, "brilhante... lúcido, acadêmico e perspicaz... uma revelação".[16]
- No The Disinherited, no The Guardian, "Maravilhosamente realizado, lindamente contado":[17] e no The Weekly Standard, Washington DC, "Henry Kamen é o melhor historiador da Espanha atualmente escrevendo em qualquer idioma".[18]
- Em Imagining Spain, Eric Ormsby, no The New York Sun, "Com base em fontes de arquivo, manuscritos não publicados e um vasto corpo de bolsas de estudos em várias línguas, ele dá uma nova olhada nas noções espanholas de nacionalidade, monarquia e império... Somente alguém que ama profundamente a Espanha poderia ter escrito este livro".[8]
- No The Escorial: Arte e Poder no Renascimento, o professor Patrick Williams, na Literary Review (Londres), junho de 2010: "Animado e controverso, informado por uma profunda compreensão do período e, como sempre, elegantemente escrito".[19]

- Em A Kinder, Gentile Inquisition, Prof. Richard L. Kagan, no New York Times, em 19 de abril de 1998: "(...) Kamen, ansioso por contrariar a concepção da Inquisição do século XIX como um monstro que acabou por consumir  a Espanha, não consegue entrar na barriga da besta e avaliar o que realmente significava para as pessoas que com ela viviam. Pouco se fala, por exemplo, sobre os próprios Inquisidores, e sobre o que estes procuraram alcançar para além de uma confissão de culpa .(...) Kamen também não conduz o leitor através de  um julgamento real. Se o tivesse feito, um leitor poderia concluir que a instituição que ele retrata como relativamente benigna em retrospectiva também era capaz de inspirar medo e tentativas desesperadas de fuga e, portanto, mais merecedora de sua reputação anterior. Também se poderia dizer mais sobre os advogados que intervieram nos julgamentos e manipularam seus procedimentos, juntamente com os estratagemas, como subornos e apelos  de insanidade, que os réus costumavam usar para  fazer parar a maquinaria inquisidora."[20]